# Borszowice (gmina Imielno)
Borszowice – wieś sołecka w Polsce położona w województwie świętokrzyskim, w powiecie jędrzejowskim, w gminie Imielno.
| SIMC    | Nazwa   | Rodzaj     |
| ------- | ------- | ---------- |
| 0239445 | Podgózd | przysiółek |

W latach 1975–1998 miejscowość należała administracyjnie do województwa kieleckiego.

## Historia
U Długosza Borzyschowicze, wieś w powiecie jędrzejowskim, gminie Mierzwin, parafii Imielno.
W połowie XV w. było tu 11 łanów kmiecych 2 karczmy z rolą 4 zagrodników, 2 folwarki rycerskie. Dziesięcinę pobierali mansjonarze w Imielnie. Dziedzicami wsi byli dwaj Różyce. (Długosz L.B. t.II s.66).
W 1571 roku Jan i Jakub Borkowie są właścicielami Borszowic posiadają ponadto Sędziszów, Sędziszowską Wolę, Pawłowice.
W 1827 r. było tu 37 domów i 269 mieszkańców